# Список підтаборів Заксенгаузен
Нижче наведено перелік підтаборів концентраційного табору Заксенгаузен, створеного нацистською Німеччиною. Головний табір, що мав близько 50 бараків для в'язнів, яких використовували для рабської праці, був розташований за 35 кілометрів від Берліна і як німецький концтабір діяв з липня 1936 по 22 квітня 1945 року. Під час Другої світової війни серед в'язнів були німці, поляки, українці, інші радянські військовополонені, роми, а згодом і євреї. За оцінками, кількість жертв Заксенгаузена становила близько 30 000—35 000 осіб. Десятки підтаборів Заксенгаузена існували безпосередньо в столиці, обслуговуючи окремих підприємців і заводи.

## Підтабори
| Концтабір                      | Місцезнаходження            | Виробництво, де використовувалася праця в'язнів | В'язні         | Примітки                                                                                            |
| ------------------------------ | --------------------------- | ----------------------------------------------- | -------------- | --------------------------------------------------------------------------------------------------- |
| Бад-Заров                      | Бад-Заров                   |                                                 |                | |
| Беєрфельде                     | Штайнгефель                 |                                                 |                | |
| Берлінський завод Arado        | Берлін                      | Arado                                           |                | [ 3 ]                                                                                               |
| Берлін-Хакенфельде             | Берлін                      | Siemens                                         | 1000 жінок     | [ 3 ]                                                                                               |
| Берлін-Галензее                | Берлін                      | DEMAG                                           |                | [ 3 ]                                                                                               |
| Берлін-Хазельхорст-Сіменсштадт | Берлін                      | Siemens                                         | 700 жінок      | [ 3 ]                                                                                               |
| Берлін-Хазельхорст-Сіменсштадт | Берлін                      | Siemens                                         | 1400 чоловіків | [ 3 ]                                                                                               |
| Берлін-Кастанієнале            | Берлін                      | Ваффен-СС                                       | 150 чоловіків  | [ 3 ]                                                                                               |
| Берлін-Кьопеник                | Берлін                      | Кабельний завод AEG                             | 1200 жінок     | [ 3 ]                                                                                               |
| Берлін-Кьопеник                | Берлін                      | Кабельний завод AEG                             | чоловіки       | [ 3 ]                                                                                               |
| Берлін-Ліхтенраде              | Берлін                      | Бомбосховища та водойми для пожежогасіння       | чоловіки       | [ 3 ]                                                                                               |
| Берлін-Ліхтерфельде            | Берлін                      | Головне управління Рейхсверу                    | 1500 чоловіків | [ 3 ]                                                                                               |
| Берлін-Марієндорф              | Берлін                      | Henschel-Werke                                  | 650 жінок      | [ 3 ]                                                                                               |
| Берлін-Марієнфельде            | Берлін                      |                                                 |                | [ 3 ]                                                                                               |
| Берлін-Моабіт                  | Берлін                      |                                                 |                | [ 3 ]                                                                                               |
| Берлін-Моабіт                  | Берлін, Фрідріх-Краузе-Уфер |                                                 |                | [ 3 ]                                                                                               |
| Берлін-Мюггельхайм             | Берлін                      |                                                 |                | [ 3 ]                                                                                               |
| Берлін-Нойкьольн               | Берлін                      |                                                 |                | [ 3 ]                                                                                               |
| Берлін-Нідершьонвайде          | Берлін                      |                                                 |                | [ 3 ]                                                                                               |
| Берлін-Райнікендорф            | Берлін                      |                                                 |                | [ 3 ]                                                                                               |
| Берлін-Шпандау                 | Берлін                      |                                                 |                | [ 3 ]                                                                                               |
| Берлін-Зюденде                 | Берлін                      |                                                 |                | [ 3 ]                                                                                               |
| Берлін-Тегель                  | Берлін                      |                                                 |                | [ 3 ]                                                                                               |
| Берлін-Тегель                  | Берлін                      |                                                 |                | [ 3 ]                                                                                               |
| Берлін-Вільмерсдорф            | Берлін                      |                                                 |                | [ 3 ]                                                                                               |
| Берлін-Вільмерсдорф            | Берлін                      | Командний пункт Ваффен-СС                       |                | [ 3 ]                                                                                               |
| Берлін-Целендорф               | Берлін                      |                                                 |                | [ 3 ]                                                                                               |
| Берлін-Целендорф               | Берлін                      |                                                 |                | [ 3 ]                                                                                               |
| Бернау                         | Берлін                      |                                                 |                | |
| Бізенталь                      | Бізенталь                   |                                                 |                | |
| Берніке                        | Науен                       |                                                 |                | |
| Бранденбург-на-Гафелі          | Бранденбург-на-Гафелі       |                                                 |                | |
| Брюкс                          | Мост                        |                                                 |                | |
| Дьоберіц                       | Дальгов-Деберіц             |                                                 |                | |
| Дроген-Ніндорф                 | Гамбург                     |                                                 |                | |
| Фалькенхаген                   | Фалькензее                  |                                                 |                | |
| Фюрстенвальде                  | Фюрстенвальде               |                                                 |                | |
| Геншаген                       | Людвігсфельде               |                                                 |                | |
| Глау                           | Треббін                     |                                                 |                | |
| Ґросс-Розен                    | Роґозьниця                  |                                                 |                | Спочатку діяв як підтабір, став самостійним у 1941 році.                                            |
| Гогенліхен                     | Ліхен                       |                                                 |                | |
| Карлсруе                       | Платтенбург                 |                                                 |                | |
| Кляйнмахнов                    | Кляйнмахнов                 |                                                 |                | |
| Кенігс-Вустергаузен            | Кенігс-Вустергаузен         |                                                 |                | |
| Колпін                         | Колпін-Оґродники            |                                                 |                | |
| Костшин                        | Костшин-над-Одрою           |                                                 |                | |
| Ліберозе                       | Ліберозе                    |                                                 |                | |
| Люббен                         | Люббен                      |                                                 |                | |
| Мюгельхайм                     | Берлін                      |                                                 |                | |
| Нойбранденбург                 | Нойбранденбург              |                                                 |                | |
| Нойдамм                        | Дембно                      |                                                 |                | |
| Ноєнгамме                      | Гамбург                     |                                                 |                | Спочатку діяв як підтабір, став самостійним у 1940 році.                                            |
| Оранієнбург                    | Оранієнбург                 |                                                 |                | Ранній табір, згодом замінений Заксенгаузеном. Відновлений у 1943 році.                             |
| Пеліц                          | Пеліц                       |                                                 |                | |
| Преттін                        | Преттін                     |                                                 |                | |
| Ратенов                        | Ратенов                     |                                                 |                | |
| Рига                           | Рига                        |                                                 |                | |
| Шенвальде-Глін                 | Шенвальде-Глін              |                                                 |                | |
| Шварцгайде                     | Шварцгайде                  |                                                 |                | [ 4 ]                                                                                               |
| Зенфтенберг                    | Зенфтенберг                 |                                                 |                | |
| Сторков                        | Сторков                     |                                                 |                | |
| Штутгарт                       | Штутгарт                    |                                                 |                | |
| Сирець                         | Київ                        |                                                 |                | Планувався як підтабір.                                                                             |
| Теттенборн                     |                             |                                                 |                | |
| Троєнбрітцен                   | Троєнбрітцен                |                                                 |                | До 1944 року діяв як підтабір Равенсбрюку.                                                          |
| Узедом                         | Пенемюнде                   | Завод з виробництва ракет Фау-2                 |                | |
| Вердер                         | Вердер                      |                                                 |                | |
| Вевельсбург                    | Вевельсбург                 |                                                 |                | Спочатку діяв як підтабір, став самостійним табором у 1941 році, а у 1943 — підтабором Бухенвальду. |
| Віттенберг                     | Віттенберг                  |                                                 |                | |